# オパヴァ・トロリーバス
オパヴァ・トロリーバス（チェコ語: Trolejbusová doprava v Opavě）は、チェコの都市・オパヴァ市内に存在するトロリーバス。2021年現在はオパヴァ市輸送会社（Městský dopravní podnik Opava, a.s.、MDPO）によって運営が行われている。

## 概要・歴史
オパヴァ市内にはかつて1905年に開通した路面電車（オパヴァ市電）が存在したが、1910年代以降車両の増備や施設の更新が行われず、1940年代には老朽化や輸送力不足が課題となっていた。そこで、1941年に路面電車をトロリーバスへ転換する方針が定められ、第二次世界大戦後の1952年8月24日からトロリーバスの営業運転が開始された。その後は路面電車を置き換える形で路線網の拡張が進み、路面電車路線は1956年に廃止されている。
1950年代後半以降は既存の路線の改修が主となったが、1985年に新たな路線延伸が実施された他、チェコ共和国成立後の2002年にもショッピングセンター開設に合わせた小規模な延伸が行われた。また同年には路線バスと共用する新たな車庫の開設も実施されている。

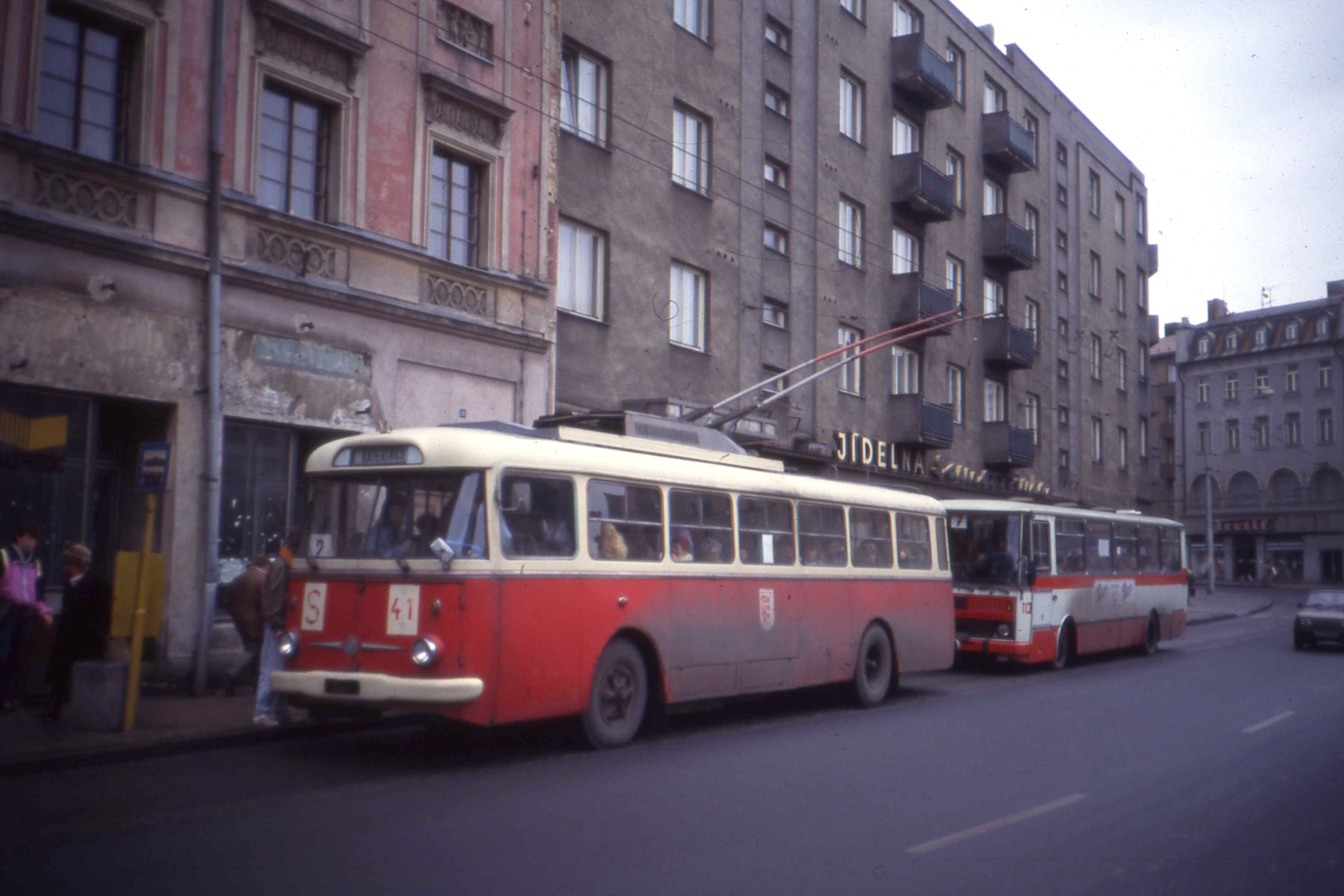
1990年代のトロリーバス（1992年撮影）

2021年現在は以下の11系統で運行されており、そのうち221号線の一部区間は架線が張られていない非電化区間である。
| 系統番号 | 起点                  | 終点                      | 備考             |
| -------- | --------------------- | ------------------------- | ---------------- |
| 201      | Kylešovice, Bílovecká | Městský hřbitov a zpět    |                  |
| 202      | Globus                | Kateřinky                 |                  |
| 203      | Globus                | Jaktař a zpět             |                  |
| 204      | Kylešovice, Bílovecká | Albert hypermarket a zpět |                  |
| 205      | Kateřinky             | Jaktař a zpět             |                  |
| 206      | Kylešovice, Bílovecká | Jaktař a zpět             |                  |
| 207      | Kylešovice, Bílovecká | Kateřinky a zpět          |                  |
| 208      | Kateřinky             | Englišova a zpět          |                  |
| 209      | Globus                | Městský hřbitov a zpět    |                  |
| 210      | Kylešovice, Bílovecká | Globus a zpět             |                  |
| 221      | Kylešovice, škola     | Albert hypermarket a zpět | 一部は非電化区間 |

## 車両
2021年現在、オパヴァ市内のトロリーバス路線で運行している車両は以下の通り。多くの車両は非電化区間での走行に合わせてディーゼル発電機や充電池を搭載している。
| 形式                   | 両数 | 備考                           |
| ---------------------- | ---- | ------------------------------ |
| ソラリス・トロリーノ12 | 5両  | 全車ともディーゼル発電機を搭載 |
| シュコダ26Tr ソラリス  | 13両 | 2両はディーゼル発電機を搭載    |
| シュコダ32Tr SOR       | 15両 | 10両は充電池を搭載             |

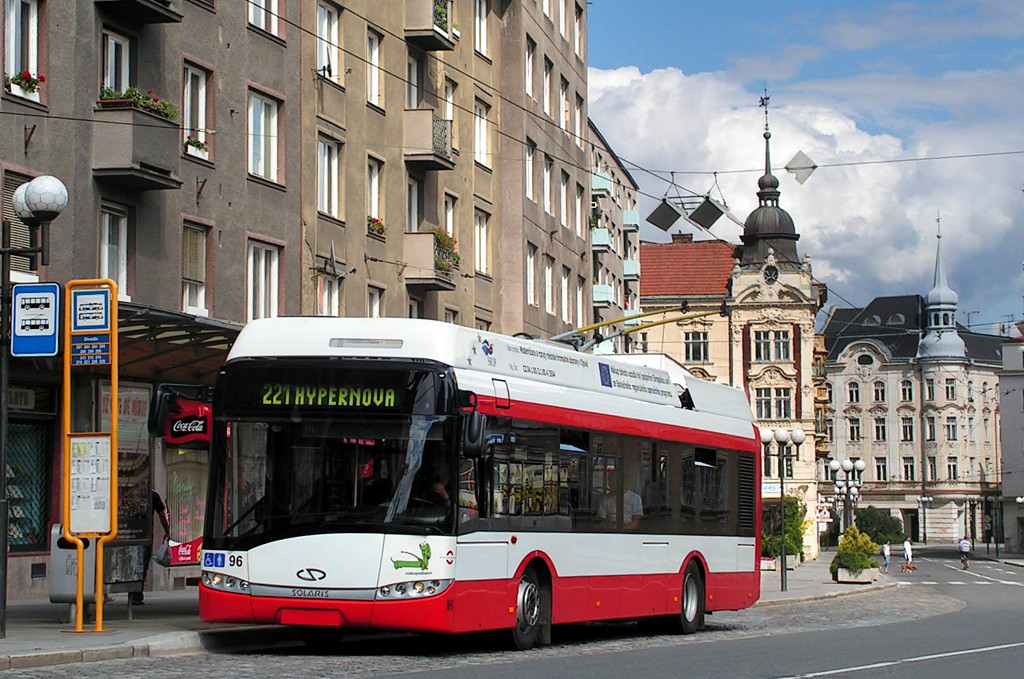
ソラリス・トロリーノ12（2007年撮影）
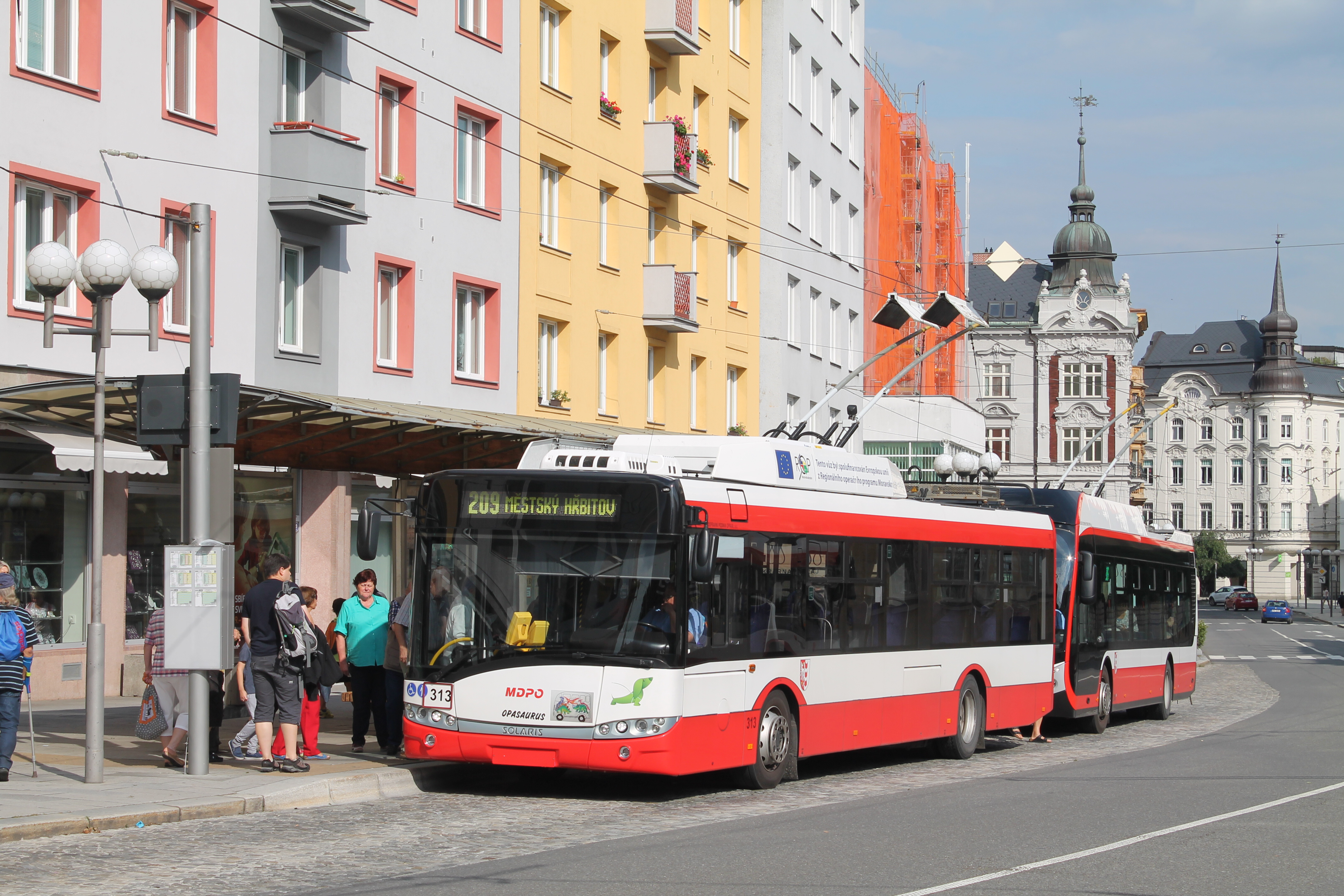
シュコダ26Tr ソラリス（2019年撮影）
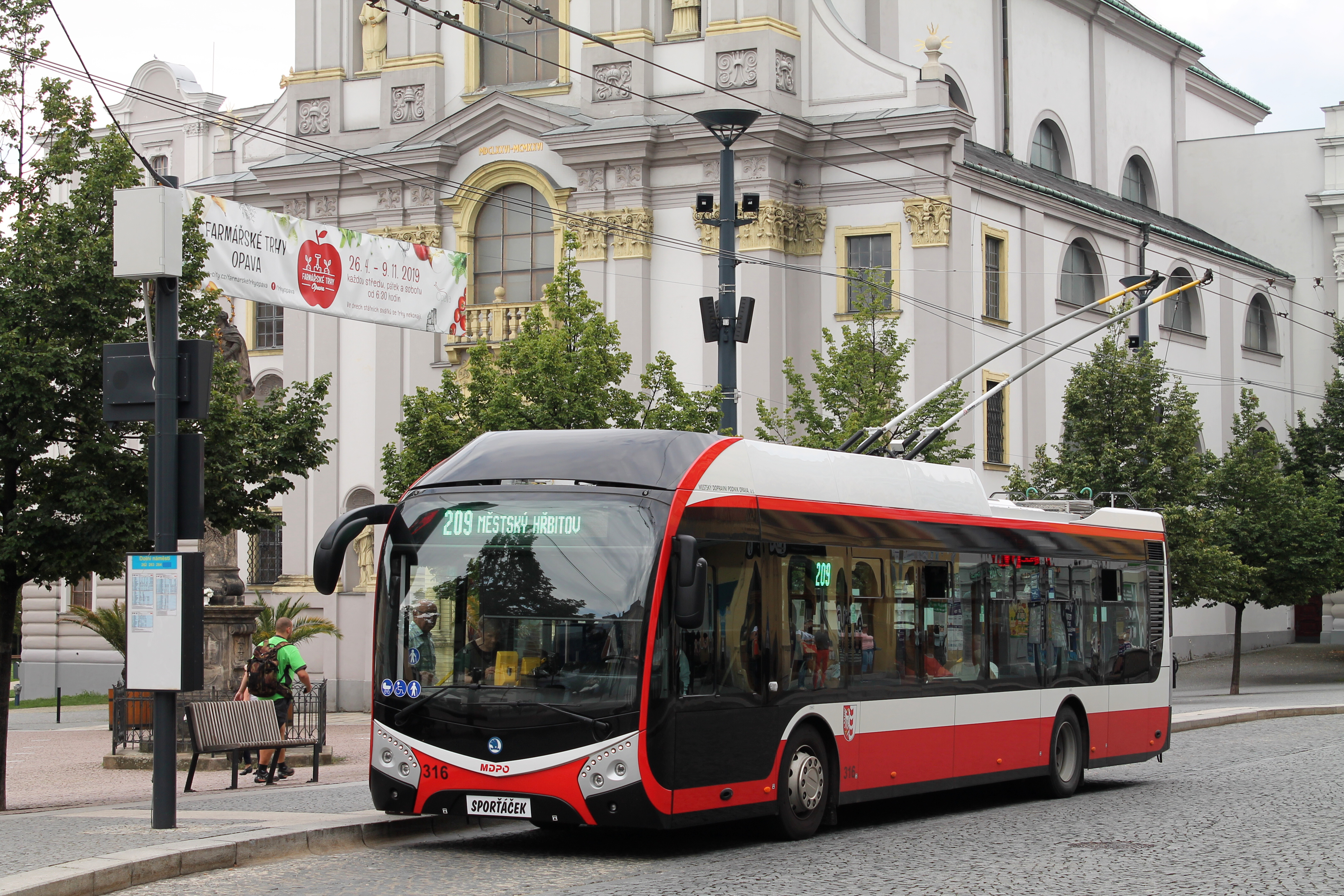
シュコダ32Tr SOR（2019年撮影）

## 今後の予定
オパヴァ市輸送会社ではトロリーバス路線向けの新型車両の導入を進めており、2021年にも新たに3台のトロリーバス車両に関する入札を実施し、翌2022年にシュコダが展開するシュコダ36Trを購入する事が決定した。これは同年時点で最も古いトロリーノ12の一部車両を置き換えるものであり、2023年以降の導入を目標としている。